# Opstand van de Sint-Jorisnacht
De Opstand van de Sint-Jorisnacht (Estisch: Jüriöö ülestõus) is de traditionele aanduiding van een reeks opstanden in 1343-1345 door de inheemse, Estischtalige bevolking van Noord- en West-Estland tegen buitenlandse, voornamelijk Duitse overheersers. Het was vermoedelijk de meest beruchte opstand van Esten tegen de lokale Duitstalige upper class, die Estland beheerste van de 13e tot vroege 20e eeuw. 

## Voorgeschiedenis
Estland in de 13e eeuw werd tijdens de Baltische kruistochten en Ostkolonisation veroverd en bevolkt door Deense en Duitse kruisvaarders. Dit gebeurde vanaf 1193 met toestemming van de paus. De nieuwe overheersers legden hoge belastingen en strikte plichten op en maakten een deel van de bevolking geleidelijk aan tot horigen. Er ontstond meer weerstand toen de nieuwe machthebbers her en der landgoederen neerpootten. Het gebied was tevens politiek onstabiel. Denemarken bezat de Noord-Estse provincies Harria (Harjumaa) en Vironia (Virumaa, heden opgedeeld in Oost- en West-Virumaa), maar de Deense koning - die ook de titel Hertog van Estland droeg - had er weinig in de pap te brokken. Het merendeel van de Deense vazallen was Duitstalig en er waren ook enkele inheemse, Estischtalige vazallen, maar de meerderheid van de bevolking, de Estse boeren, bleef onmondig.

## Sint-Jorisnacht 1343
In de nacht van Sint-Joris, 23 april 1343, kwamen Esten in Harria massaal in opstand. Ze verwierpen het christendom en vermoordden genadeloos iedereen die van Duitse afkomst was. Kronieken berichten over 1800 doden. Het waren vooral boeren die rebelleerden, maar het is niet onwaarschijnlijk dat ook Estse vazallen eraan deelnamen. De opstandelingen namen het versterkte cisterciënzerklooster in Padise in en probeerden de provinciehoofdstad Reval (Estisch Tallinn), de belangrijkste Deense nederzetting, te belegeren, met de belofte deze over te leveren aan hun bondgenoot, koning Magnus II van Zweden. Ook de bevolking van het prinsbisdom Ösel-Wiek trad bij in de opstand. In Wiek was vooral het bisschoppelijk paleis van Hapsal (Haapsalu) het doelwit van de revoltes.

## Uitsluitsel op het slagveld
De rebellen verkozen hun eigen leiders, die in de Duitse kronieken "koningen" worden genoemd. Deze vier koningen onderhandelden als gezanten met de Lijflandse Orde over een wapenstilstand. Ze boden de Meester van Lijfland hun gehoorzaamheid aan, mits deze geen overheer zou installeren. De Meester, Burchard von Dreileben, vroeg hun echter waarom ze zoveel slachtoffers hadden gemaakt, waaronder 28 monniken uit Padise. Het antwoord luidde dat elke Duitser, al is hij maar twee voet hoog, verdiende vermoord te worden. Dat antwoord stond Burchard niet aan en hij liet de vier koningen ophangen in het kasteel van Weißenstein (Paide) in de provincie Jerwia (Järvamaa). Volgens de kroniek die hierover bericht, ligt de schuld bij de gezanten, die zouden geprobeerd hebben om Burchard te vermoorden, aangezien hijzelf ook een Duitser was. Vele geschiedkundigen doen dit echter af als larie en vermoeden dat de vredesonderhandelingen niet meer dan een list waren om de leiders van de opstand te doden.
Op 11 en 14 mei verloren de rebellen van Harria, zonder echte leider, de slagen bij Kanavere, resp. Sõjamäe tegen de troepen van de Orde. Vier dagen later pas landden de troepen van de Estse bondgenoot: Zweeds-Finse troepen, geleid door Dan Nilsson, de baljuw van Åbo (Turku). Ze werden ontvangen door de bevelhebber van de Orde, die hen kon overtuigen om de wapenstilstand te respecteren.

## Verder verloop
Op 24 juli 1343, toen de opstand in Noord-Estland allang neergeslagen was, brak een nieuwe opstand uit: ditmaal op Ösel (Saaremaa), dat al sinds 1227 toebehoorde aan de Orde. De opstandelingen namen de kerkvesting in Pöide in en verdreven alle Duitsers van het eiland.
De Orde probeerde Ösel terug te veroveren. Een handicap daarbij was dat een grote legermacht alleen in de winter op het eiland kon komen, als de zee tussen het eiland en het vasteland bevroren was. Dat lukte in het begin van 1344. Op 15 of 17 februari werd de lokale "koning" Vesse vermoord. Daarna moest het leger zich weer terugtrekken vóór het ijs ging smelten. Pas in de winter van 1345 kwam het leger van de Orde terug. Nadat het acht dagen lang brandschattend en plunderend door het noordelijk deel van het eiland was getrokken, gaven de Esten zich over en was de opstand de kop ingedrukt.
De belangrijkste Deense vestingen, Reval en Wesenberg (Rakvere) in 1343 en Narva in 1345, gingen over in Deense handen. Na de opstanden, in 1346, verkocht koning Waldemar IV van Denemarken zijn Estse gronden voor 10 000 mark aan de Teutoonse Orde. 
De kroniekschrijver Bartholomäus Hoeneke heeft het ook over Esten die een plan beramen om het kasteel van Fellin (Viljandi) binnen te dringen door zich te verstoppen in graanzakken. Dit plan mislukte toen een moeder de Ordebevelhebber vertelde over het plan in ruil voor het leven van haar zoon. Deze legende heeft verschillende schrijvers geïnspireerd.

## Sint-Jorisnacht nu
De opstand van Sint-Jorisnacht heeft verschillende Estse historische romans vormgegeven, zoals Eduard Bornhöhes Tasuja (De wreker) en Villu võitlused (De gevechten van Villu). Vanaf de 19e eeuw werd Sint-Jorisnacht een symbool voor de vrijheidsstrijd van de Esten. In 1943 probeerde de Sovjet-Unie de 600ste verjaardag van de opstand te gebruiken om de Esten op te ruien tegen de Duitsers.
Op de plaats waar de slag bij Sõjamäe heeft plaatsgevonden is in 1935 het Jüriööpark aangelegd. Er staat een monument voor de slag.
Ook in Estse geschiedkundige middens is de opstand van Sint-Jorisnacht een populair onderwerp, waarover gedebatteerd kan worden. Sommigen, zoals Edgar Valter Saks en Uku Masing, beweren, uitgaande van bepaalde documenten uit de 14e eeuw, dat de opstand niet tegen het christendom was gericht, maar enkel tegen de Orde. Bovendien zouden de misdaden die aan deze opstand worden toegeschreven gepleegd zijn door de Orde zelf. Dit zou volgens sommigen kaderen in een machtsstrijd tussen de Orde en de Heilige Stoel. Anderen doen dit dan weer af als bevooroordeeld en onhistorisch.